# Parallelia hercodes
Parallelia hercodes är en fjärilsart som beskrevs av Edward Meyrick 1902. Parallelia hercodes ingår i släktet Parallelia och familjen nattflyn. Inga underarter finns listade i Catalogue of Life.